# Mekonnyn
Ras Mekonnyn, właściwe Uelde Mikael Mekonnyn (ur. 8 maja 1852, zm. 21 marca 1906) – etiopski generał i gubernator prowincji Harer. Ojciec cesarza Etiopii Hajle Syllasje I (1892–1975). Jego kuzynem był cesarz Menelik II. Zmarł z powodu zarażenia się tyfusem podczas podróży z Harer do Addis Abeby.